# Dysekanon
En dysekanon er karakteriseret ved at være et oftest direkte (for nogle våbens vedkommende indirekte) skydende, rekylfri kanon i kalibre op til 120 mm. Alt efter hvilken ammunition der benyttes, kan den rekylfri kanon benyttes som panserværnsvåben, kortrækkende feltartilleri med brisantgranat (de amerikansk producerede 75 mm og 106 mm dysekanoner var udstyrede med et instrument til "halvskjult" skydning), til oplysning af terrænet (lysgranat med faldskærm), udlægning af røg til at skjule troppebevægelser, o.lign.
Kanonen er rekylfri, idet kanonrøret er åbent i begge ender (normalt er der i rørets bagende indsat en dyse). Gennem bagenden undviger en så stor en del af drivladningens eksplosionsgasser, at rekylen ved granatens affyring netop modvirkes. Drivladningens undvigelse gennem dysen muliggøres ved, at granatpatronens hylster enten er perforeret eller at dens bagplade kan blæses ud af trykket ved affyringen og derfor tillader ca. halvdelen af krudtgassen at passere bagud, mens den øvrige del af krudtgassen driver granaten fremad. Granaten, som udskydes, er ved brug som panserværnskanon en hulladningsgranat, hvorfor hele patronen betegnes som en hulgranatpatron.
Den bagudgående krudtgas skaber et bagblæstområde, hvor det vil være forbundet med livsfare at opholde sig. Dette område omfatter i siden ca. 30 grader til begge sider for kanonrørets længdeakse og i dybden en afstand, som afhænger af kanonens kaliber.
Eksempler på dysekanoner er de amerikansk producerede 57 mm, 75 mm og 106 mm dysekanoner og den britiske 120 mm dysekanon med navnet Wombat. Sovjetunionen producerede ligeledes flere typer af dysekanoner i kalibre op til 107 mm. En moderne dysekanon er den svenske 84 mm dysekanon, Carl Gustav.
Dysekanoner af mindre kalibre har ikke noget indskydningsvåben påmonteret, mens de større dysekanoner, f.eks. 106 mm dysekanonen, har et 12,7 mm indskydningsgevær monteret oven på kanonrøret. Princippet er her, at skytten skyder mod målet med indskydningsgeværet indtil træfning i målet opnås, hvorefter kaliberskuddet affyres øjeblikkeligt med nøjagtig samme sigtebillede.
Dysekanonen må ikke forveksles med de panserværnsvåben, som affyrer raketter, som drives frem af krudtgassen i skudbanen også efter at de har forladt våbnet. Et eksempel på et sådant panserværnsvåben er det amerikanske 89 mm-raketstyr, også benævnt bazooka, som blev anvendt i det danske forsvar efter 2. verdenskrig og indtil 1960'erne. Som et eksempel på et moderne panserværnsmissil kan nævnes det amerikanskproducerede 147 mm-panserværnsvåben TOW (Tube-launched, Optically tracked, Wire-guided), som styres af skytten hele vejen fra affyringen til træfningen i målet.